# Bean Station
Bean Station est une municipalité américaine située dans le comté de Grainger au Tennessee.
Selon le recensement de 2010, Bean Station compte 2 826 habitants. La municipalité s'étend alors sur une superficie de 5,39 milles carrés (13,96 km2).
La localité est fondée dans la deuxième moitié du XVIIIe siècle par la famille Bean, à qui elle doit son nom. Elle devient une municipalité le 1er janvier 1996.